# San Lorenzo (kommun), Santa Fe
Departamento de San Lorenzo är en kommun i Argentina.   Den ligger i provinsen Santa Fe, i den centrala delen av landet, 300 km nordväst om huvudstaden Buenos Aires. Antalet invånare är 142 097. Arean är 1 867 kvadratkilometer.
Terrängen i Departamento de San Lorenzo är platt.
Trakten runt Departamento de San Lorenzo består till största delen av jordbruksmark. Runt Departamento de San Lorenzo är det ganska tätbefolkat, med 75 invånare per kvadratkilometer.